# Fewralskoje (Kaliningrad, Krasnosnamensk)
Fewralskoje (russisch Февральское, deutsch Spullen, litauisch Spuliai) ist ein Ort in der russischen Oblast Kaliningrad. Er gehört zur kommunalen Selbstverwaltungseinheit Munizipalkreis Krasnosnamensk im Rajon Krasnosnamensk.

## Geographische Lage
Fewralskoje liegt an der Kommunalstraße 27K-187, die Lunino (Lengwethen/Hohensalzburg) über Uslowoje (Rautenberg) mit Wesnowo (Kussen) verbindet. Die Rajonstadt Krasnosnamensk liegt 21 Kilometer nordöstlich, die einstige Kreisstadt Dobrowolsk (Pillkallen/Schloßberg) elf Kilometer westlich. Eine Bahnanbindung besteht nicht.

## Geschichte

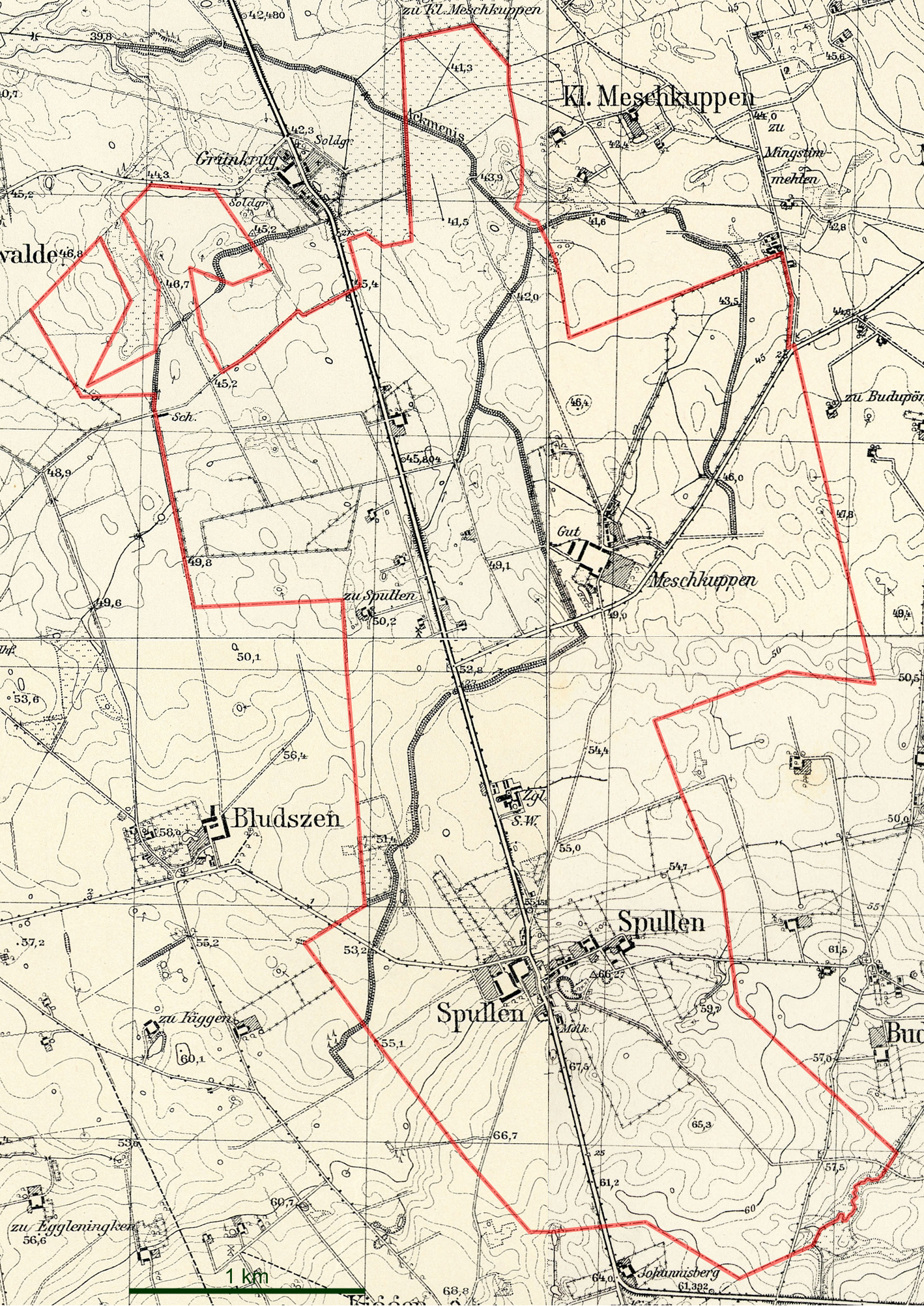
Die Gemeinde Spullen auf vier Messtischblättern von 1933 und 1937

Der Ort wurde 1558 erstmals als Spulkiem erwähnt. Im 18. Jahrhundert war Spullen ein meliertes Dorf. Seit 1856 hatte der Ort über eine durchgehende Chaussee Anschluss nach Ragnit und über Pillkallen nach Schirwindt. 1874 wurde die Landgemeinde Spullen namensgebend für einen neugebildeten Amtsbezirk im Kreis Pillkallen. Neben großen Höfen gab es in Spullen auch eine Ziegelei, eine Molkerei und ein Sägewerk. 1928 wurde der Gutsbezirk Meschkuppen nach Spullen eingemeindet. 1938 wurde dieser Ortsteil in Bärenhöfen umbenannt.
In Folge des Zweiten Weltkrieges kam der Ort mit dem nördlichen Ostpreußen zur Sowjetunion. Im Jahr 1947 erhielt das eigentliche Spullen den russischen Namen Fewralskoje und wurde gleichzeitig dem Dorfsowjet Wesnowski selski Sowet im Rajon Krasnosnamensk zugeordnet. Von 2008 bis 2015 gehörte Fewralskoje zur Landgemeinde Wesnowskoje selskoje posselenije, von 2016 bis 2021 zum Stadtkreis Krasnosnamensk und seither zum Munizipalkreis Krasnosnamensk.

### Einwohnerentwicklung
| Jahr | Einwohner | Bemerkungen                |
| ---- | --------- | -------------------------- |
| 1867 | 304       |                            |
| 1871 | 272       |                            |
| 1885 | 272       |                            |
| 1905 | 285       |                            |
| 1910 | 309       |                            |
| 1933 | 388       | Einschließlich Meschkuppen |
| 1939 | 355       |                            |
| 1984 | ~ 210     |                            |
| 2002 | 194       |                            |
| 2010 | 189       |                            |
| 2021 | 161       |                            |

### Amtsbezirk Spullen (1874–1945)
Der Amtsbezirk Spullen wurde 1874 im Kreis Pillkallen eingerichtet. Ihm gehörten zunächst 16 Landgemeinden (LG) und zwei Gutsbezirke (GB) an:
| Name                         | Änderungsname von 1938 | Russischer Name nach 1945 | Bemerkungen                                        |
| ---------------------------- | ---------------------- | ------------------------- | -------------------------------------------------- |
| Bednohren (LG)               | Stahnsdorf (Ostpr.)    |                           |                                                    |
| Bludszen (LG)                | Vierhöfen (Ostpr.)     | (Fewralskoje)             | 1936–1938: Bludschen                               |
| Dauden (LG)                  |                        | Podlesnoje                |                                                    |
| Draugupöhnen (LG)            | Deihornswalde          | Murawjowo                 |                                                    |
| Eggleningken (LG)            | Kiefernberg            | Murawjowo                 | zunächst Egleningken                               |
| Eymenischken-Baltadonen (LG) | Weizenfelde            |                           | ab 1909: Baltadonen, 1928 zur LG Heinrichsfelde    |
| Heinrichsfelde (GB)          |                        |                           | seit 1928 LG                                       |
| Jänischken (LG)              | Hansruh                | Saosjornoje               |                                                    |
| Kiggen (LG)                  | Steinershöfen          | Murawjowo                 |                                                    |
| Klein Meschkuppen (LG)       | Bärenbach (Ostpr.)     |                           | 1922 in den Amtsbezirk Baltruschehlen umgegliedert |
| Kögsten (LG)                 | Michelfelde            | Nowinki                   |                                                    |
| Meschkuppen (GB)             | Bärenhöfen             | Kuprino                   | 1928 zur LG Spullen                                |
| Mingstimmehlen (LG)          | Mingen                 | (Kuprino)                 |                                                    |
| Mingstimmen (LG)             | Wiesenbrück            | Medwedkino                |                                                    |
| Pritzkehmen (LG)             | Mühleck                | Surowkino                 |                                                    |
| Schackeln (LG)               | Mittenbach             | Schanino                  |                                                    |
| Schwarballen (LG)            | Grundweiler            | Drosdowo                  |                                                    |
| Spullen (LG)                 |                        | Fewralskoje               |                                                    |

Am 1. Januar 1945 gehörten zum Amtsbezirk Spullen die Gemeinden Dauden, Deihornswalde, Grundweiler, Hansruh, Heinrichsfelde, Kiefernberg, Michelfelde, Mingen, Mittenbach, Mühleck, Spullen, Stahnsdorf, Steinershöfen, Vierhöfen und Wiesenbrück.

## Kirche
Wie fast im gesamten nördlichen Ostpreußen war die Bevölkerung Spullens fast ausnahmslos evangelischer Konfession. Das Dorf war in das Kirchspiel der Kirche in Kussen eingepfarrt und somit Teil des Kirchenkreises Pillkallen (Schloßberg) innerhalb der Kirchenprovinz Ostpreußen der Kirche der Altpreußischen Union. Heute liegt Fewralskoje im Einzugsbereich der neu entstandenen evangelisch-lutherischen Gemeinde in Sabrodino (Lesgewangminnen, 1938 bis 1946 Lesgewangen) innerhalb der Propstei Kaliningrad (Königsberg) der Evangelisch-lutherischen Kirche Europäisches Russland.